# Juwes

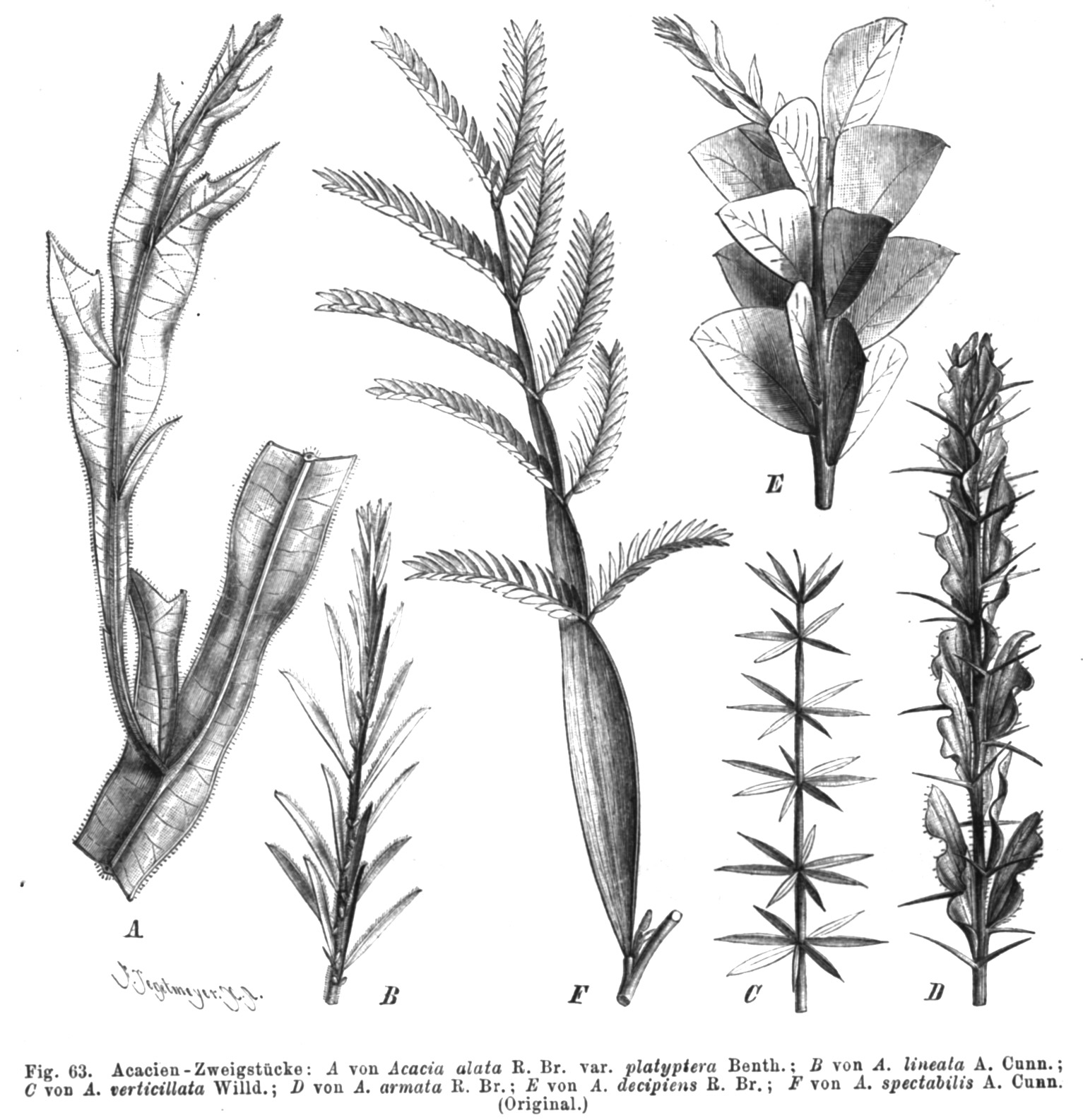
Las ramas de acacia simbolizan la resurrección.

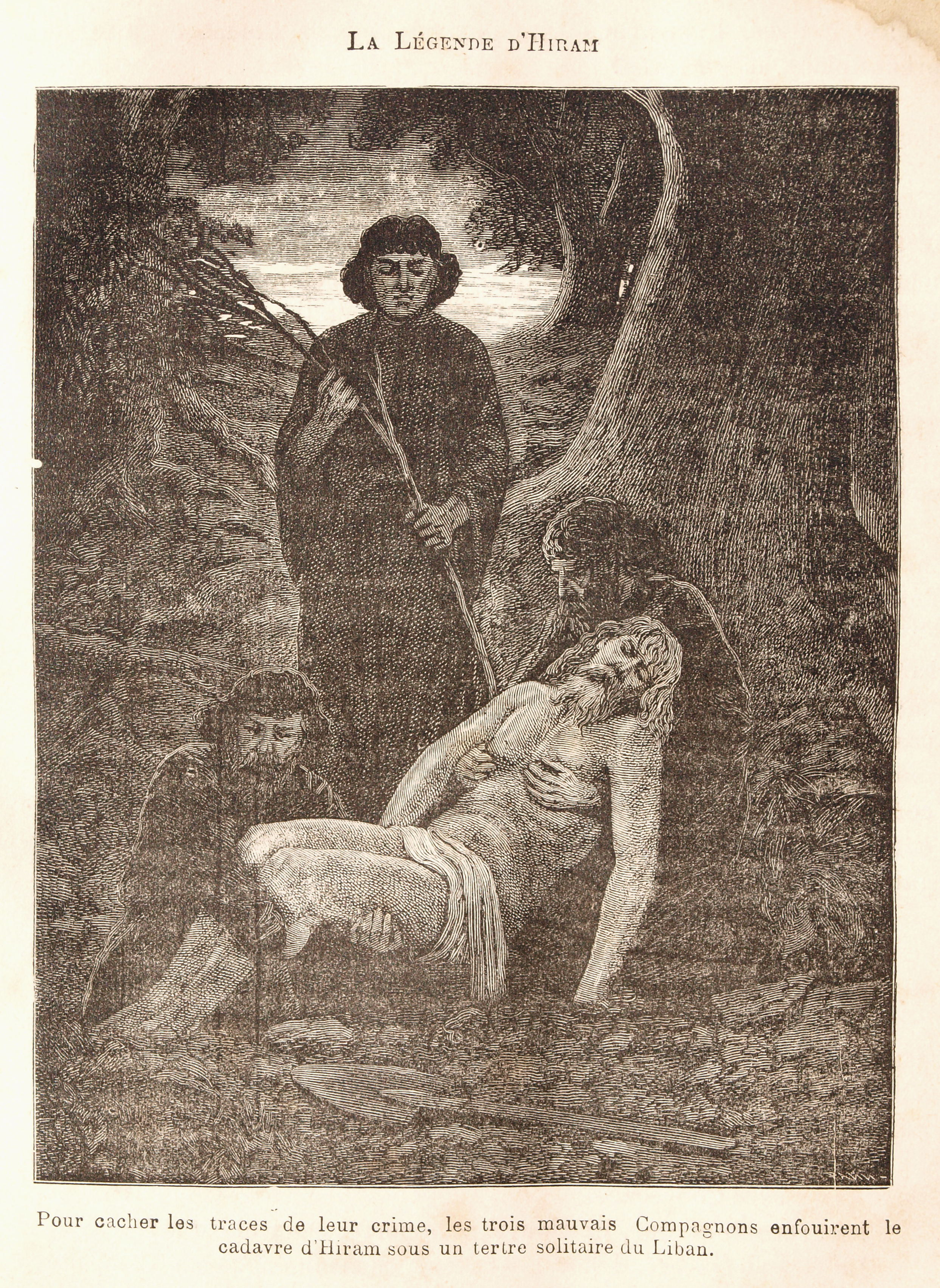
Los Juwes enterrando al cadáver de Hiram Abif, dibujo de Pierre Méjanel

Juwes es el nombre con el que los masones designan a los tres asesinos del Gran Maestre Hiram Abif, un grupo de iniciados que tratarían de forzar a Hiram Abif a revelar los secretos masónicos que estaban en su posesión. Esta leyenda, alegoría, o parábola se representa con el grado tres, y dentro de la logia azul es uno de los ritos más importantes por el que tiene que pasar todo masón.

## Historia
En la parábola masónica, los asesinos de Hiram Abif, el constructor del Templo de Salomón, son tres, y son conocidos con los nombres Jubelo o Jubelos, Jubela o Jubelas y Jubelum o Jubelón, y a los tres juntos se les denomina como los juwes (Yu ís). Algunos piensan que significaba judíos, por su similitud fonética en inglés; sin embargo, el único significado que se puede deducir es que los tres coinciden en el fonema jubel, que en árabe quiere decir montaña.
Según esta leyenda, el Gran Maestro Hiram Abif fue el arquitecto principal de la obra, y no se sabe a cuántos constructores tuvo a su cargo; se calcula que, por lo menos, a los llamados "hombres de Gebal".[cita requerida]

### El asesinato
Quince iniciados que trabajaban en el templo, al ver que casi estaba a punto de acabarse la obra y el darse cuenta de que no poseían los "secretos genuinos" del Maestro Masón, conspiraron para obtenerlos, recurriendo a la violencia si fuera necesario. Doce de ellos se arrepintieron, y solo quedaron tres obreros persistentes en su empeño de "obtener los secretos"; los tres se apostaron en tres lugares del templo, en las entradas sur, oeste y este.
Hiram Abif, preparándose a retirarse dentro del templo como era su costumbre, para adorar al Altísimo (’El ‘Elyon) y siendo la duodécima hora, al terminar su devoción se preparó a retirarse a la entrada sur; ahí le esperaba uno de los rufianes, armado con una plomada, y le exigió los secretos, amenazándolo de muerte. Abif, fiel a la "verdad" depositada en él, le dijo que él no podía revelar el secreto porque necesitaba la aprobación de los otros dos maestros, pues eran tres en el mundo quienes poseían el secreto, y no podía romper su voto; antes prefería morir que revelar la "sagrada verdad" depositada en él, y le dijo también al rufián que, si tenía paciencia, podría aprenderlo algún día. Enojado, el rufián le asestó un golpe en la sien derecha, cayendo Hiram de rodillas.
Recuperándose, Hiram se levantó y corrió a la entrada oeste del templo, donde le esperaba el segundo rufián, quien le dijo lo mismo. Hiram se negó nuevamente, y violentamente le dio en la sien izquierda con el nivel que tenía en mano. Hiram cayó sobre la rodilla derecha, ya mareado y sangrando. Se levantó de nuevo y corrió a la entrada este del templo; ahí le esperaba el tercer rufián. Hiram siguió sin revelar el secreto, y recibió otro golpe en medio de la frente, esta vez con un mazo de piedra. Hiram cayó, al fin sin vida.

### La búsqueda

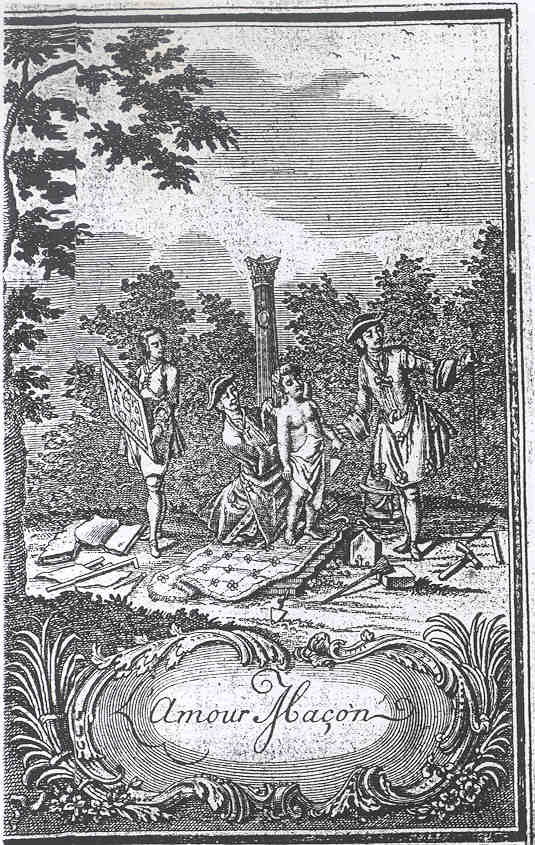
Amor masónico, anónimo.

En la madrugada se oía el murmullo general de los trabajadores en todos los departamentos de la obra, porque tres de los supervisores de la misma clase no se encontraban en el mismo día, en sus respectivos lugares. Los 12 hombres originales del complot vinieron ante el rey e hicieron una confesión voluntaria de todo lo que sabían. El rey Salomón, según cuenta la leyenda, seleccionó a 15 iniciados y les ordenó hacer una búsqueda diligente del Gran Maestre Abif, para saber si había sobrevivido o si habría sufrido en el intento de que revelara los secretos.
Estos aprendices formaron tres logias en las tres entradas del templo, y de ahí partieron a buscar al Maestro. Infructuosamente buscaron por varios días, sin hallar nada; la primera clase o los que salieron primero no descubrieron nada; los segundos, después de muchos días, ya fatigados, se sentaron en una pastura, y uno de ellos descubrió un arbusto que había crecido cerca de donde estaban descansando; al tocarlo, se dio cuenta de que estaba suave la tierra y que se podía sacar fácilmente. Les dijo a sus compañeros y escarbaron una fosa, donde encontraron el cuerpo de Hiram, que cubrieron con todo respeto. Para distinguir el lugar, dejaron una ramita de acacia encima, regresaron a Jerusalén y contaron todo al rey Salomón.
El rey, abrumado, les ordenó que lo desenterraran y que su sepulcro llegaría a ser su rango, al igual que sus talentos. Estos compañeros le informaron que, con su muerte, los secretos se habían perdido para siempre. Él les ordenó que tomaran especial cuidado y observaran todo en su tumba, cualquier señal, símbolo o palabra que pudieran encontrar, pagando tributo de esta forma por los méritos de Hiram Abif.
El último grupo, los de la tercera logia o clase, siguieron buscándolo hasta Jopa, dudando si regresaban a informar al rey de su búsqueda infructuosa. En el camino de vuelta a Jerusalén, escucharon accidentalmente dentro de una caverna "los profundos sonidos de lamentación y remordimiento" de quienes habían asesinado a Hiram. Informaron a Salomón, quien los hizo apresar y sentenció a muerte.

### El entierro
El cuerpo del maestro se enterró cerca del "Sancta sanctorum", "tan cerca como lo permitiera la ley judía". A los compañeros aspirantes a grado de maestro se les explica que la tumba estaba a 91 cm (3 pies) al este, oeste, norte y sur de distancia, y 5 pies más perpendicular, y que no podría enterrarse muy cerca del Sancta Sanctorum, puesto que la ley prohíbe que nada impuro entre en el santuario. La carne humana se considera inmunda, y solamente el sumo sacerdote puede entrar una vez cada año, después de varias abluciones y de la expiación de sus propios pecados.
A los 15 iniciados de la confianza de Salomón se les ordenó que asistieran al funeral vestidos con un delantal blanco y guantes blancos, como emblema de su inocencia.

## Significado

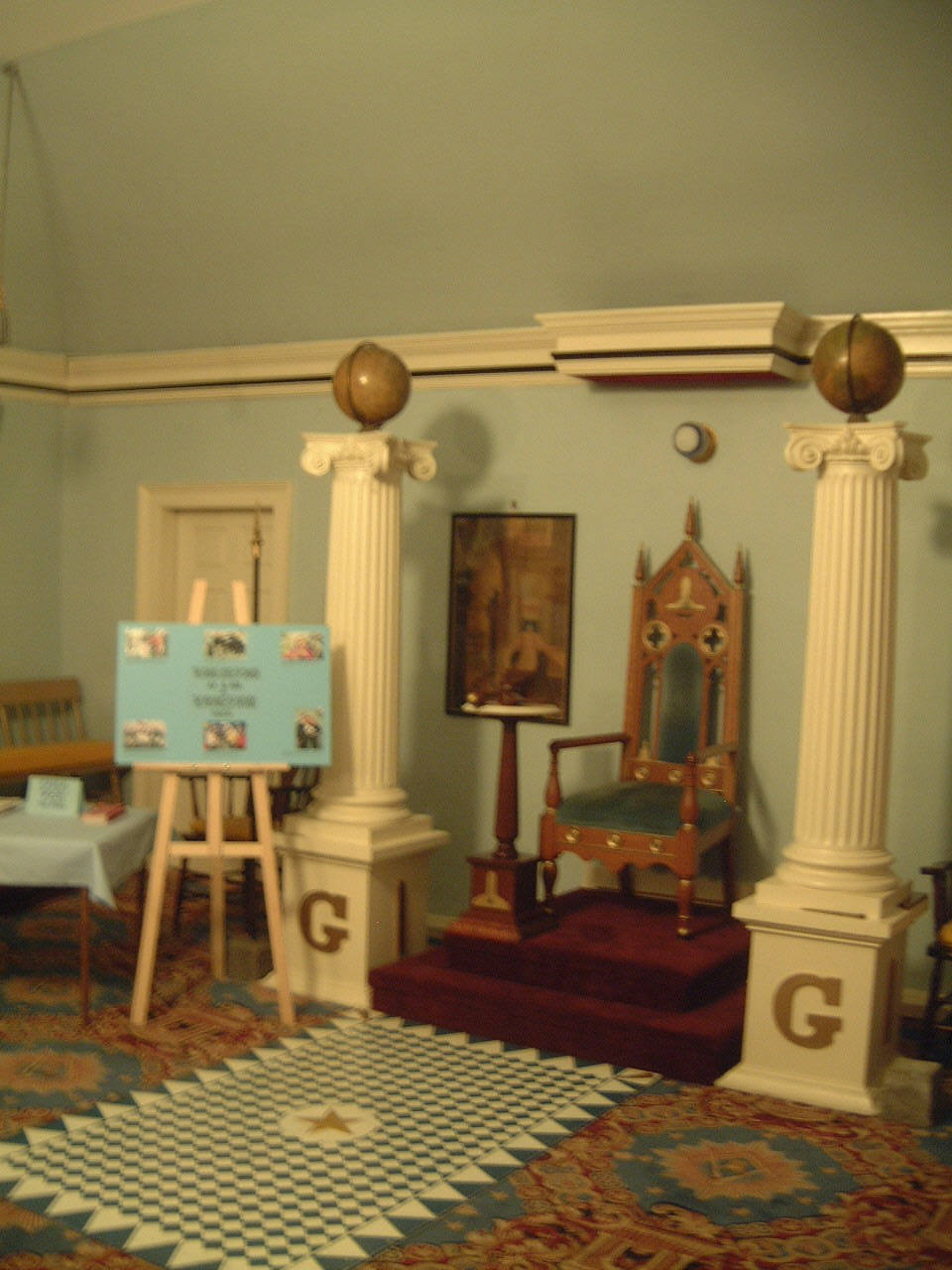
Silla del oficial y símbolos

La representación de la muerte de Hiram Abif, al igual que la de Jesucristo dentro del cristianismo, sirve para enseñarle al masón que él debería hacer lo mismo a la hora de enfrentarse a la prueba. En el grado de maestro se le enseñan los saludos y claves secretas que se llaman el zarpazo de león o la garra de águila (tubalcaín, "apretón de manos"), el apretón real (ma-ja-bon) y los "cinco puntos de la hermandad" previstos para este grado.
A éste se le enseña que la luz del maestro masón no es más que oscuridad, visible solamente para expresar la oscuridad, en la penumbra del "velo de la oscuridad". Ésta, representada por la razón humana, sólo puede ser penetrada con la asistencia de la luz divina, el escuchar la voz de la naturaleza, testigo de este "cuadro en descomposición", donde reside la "santa confidencia". Dios permitirá "pisotear" al "rey del terror" bajo sus pies a la luz de la estrella matutina, símbolo de paz y tranquilidad, a los obedientes.
Cada grado es progresivo y no puede ser obtenido más que por el tiempo, paciencia y diligencia.
En el primer grado (aprendiz), el iniciado se le enseña sus deberes ante Dios, su prójimo, y a sí mismo. En el segundo grado (compañero) se le admite a participar de los "misterios" de la ciencia humana, y a trazar la bondad y majestuosidad del creador, en algunas logias llamado el Gran Arquitecto del Universo, analizando el trabajo del creador.
El tercer grado, el grado de maestro, es el de la muerte y la resurrección de Hiram Abif, y es el fundamento de la unión de los hombres, en ese grado considerados iguales, a través de los puntos místicos de la hermandad, un vínculo de afecto fraternal y un ágape hacia el hermano. Éste representa la oscuridad de la muerte y la tumba, el paso hacia una luz más brillante que sigue a la resurrección del justo. cuando este cuerpo mortal ha estado por mucho tiempo en el polvo y es levantado, para reunirse en afinidad con el espíritu, revestido de inmortalidad.
Al candidato se le enseña que el ejemplo de Hiram Abif debe darle fortaleza en algún momento de la vida cuando sea puesto a prueba en el valle de las sombras. Todas estas claves son referencias bíblicas en diferentes partes de la escritura. Por igual, se le enseña que la muerte no posee ningún terror parecido a las "manchas de la falsedad y el deshonor", del que el candidato pueda llegar a ser.

## Jack el destripador

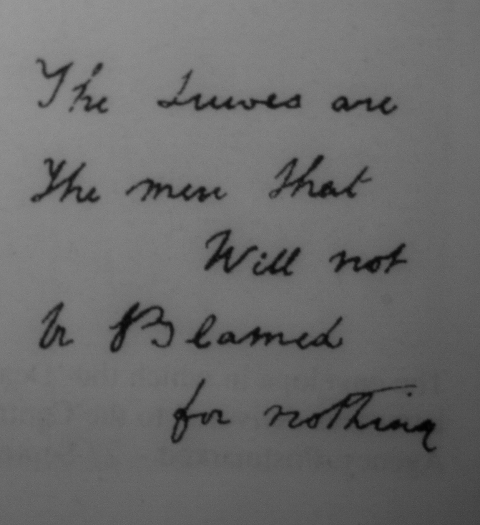
Grafiti de Goulston Street: La inscripción encontrada en la pared de la calle Goulston después del asesinato de Catherine Eddowes (reproducción) por Jack the Ripper. Stephen Knight acercó la palabra "Juwes" a la masonería.

Según el escritor Stephen Knight, la palabra  'Juwes' , que aparece en  la inscripción de la calle Goulston y que atribuye a Jack el Destripador, no sería un error ortográfico en la ortografía de la palabra  judíos , sino una contracción de las palabras  Jubela ,  Jubelo  y  Jubelum  por el cual ciertas variantes de la leyenda de Hiram designan a los tres asesinos de  maestro Hiram.
Aunque Knight sería el primero en usar  Juwes  para referirse a estas tres personas, su sugerencia se hizo eco en las obras de ficción que aluden a los asesinatos, como la película  Murder by Decree y el cómic  From Hell . Este último fue adaptado al cine por los hermanos Hughes en 2001 con el mismo nombre de   From Hell .
La "Guía del masón escocés", publicada en Francia entre 1806 y 1811, y conocida por ser casi idéntica a la famosa divulgación "Tres golpes distintos", publicada en Dublín y Londres en abril de 1760, menciona: "Jubelas, Jubelos y Jubelum", pero no "juwes".